# Arc de San Lazzaro (Rome)
 (août 2022).
Pour l’article homonyme, voir Arc de San Lazzaro.
L'Arc de San Lazzaro est une arche d'époque romaine, située à Rome le long de la via Marmorata, dans le quartier de Ripa.

## Histoire
Du fait de sa proximité avec l'Emporium, l'ancien port fluvial antique, l'arc pourrait être le reste d'une arche d'un horreum (entrepôt) lié aux activités fluviales.
Au Moyen Âge, l'arc s'appelait Arco di Orazio Coclite, en raison de sa proximité avec le pont Sublicius, site des exploits du héros romain mythique Horatius Cocles.
L'arc a pris son nom actuel di San Lazzaro à la suite de la construction, au XVe siècle, d'une petite église dédiée au saint patron des lépreux.
À la Renaissance, l'arc était également appelé delle Sette Vespe ou dei Vespilloni, ce qui était probablement une référence à des décorations qui ne sont plus visibles aujourd'hui. À partir de 1600, il est l'un des sujets favoris des peintres et des graveurs ; une aquarelle d'Ettore Roesler Franz qui le représente est célèbre.
En 1932, un anémoscope romain a été trouvé près de l'arc et décrit en détail par l'archéologue Ludwig Pollak.

## Description
L'arche est réalisée en Opus caementicium avec un revêtement de briques.